# Севская волость
Се́вская волость — административно-территориальная единица в составе Севского уезда Брянской губернии, существовавшая в 1924—1929 годах.
Центр — город Севск.

## История
Волость образована в мае 1924 года путём слияния Витичской, Стрелецкой и Чемлыжской волостей Севского уезда.
В 1929 году, с введением районного деления, волость была упразднена, а на её территориальной основе был сформирован Севский район Брянского округа Западной области (ныне в составе Брянской области).

## Административное деление
По состоянию на 1 января 1928 года, Севская волость включала в себя следующие сельсоветы: Берестокский, Быковский, Витичский, Воскресенский, Гапоновский, Доброводский, Заульский, Княгининский, Коростовский, Липницкий, Маловитичский, Марицкий, Новоямской, Семёновский, Сенновский, Чемлыжский, Шведчиковский, Юрасовский, Юшинский.